# Pohádka
Pohádka (en txec, en català Conte de fades), JW VII/5, és una composició de cambra per a piano i violoncel composta per Leoš Janáček el 1910, i revisada el 1923.
Va ser composta en un moment difícil per a Janáček, després de la mort de la seva filla Olga i quan encara buscava el reconeixement musical. Gran part de la música és en tonalitats o modes amb sis bemolls, la qual cosa li dona a la música una qualitat una mica velada semblant a la seva obra per a piano En la boira. Al llarg de la seva vida van conviure diverses versions de la peça, encara que només l'última se sol representar avui dia. És la seva única composició publicada per a aquesta combinació d'instruments.

## Versions
Primera versió
La primera versió de Pohádka va ser en tres moviments, marcats Introducció-Andante, Con moto i Con moto. El manuscrit autògraf està datat l'any 1910 i no es va publicar. La composició es va estrenar a Brno el 13 de març en presència de Janáček, tot i que sembla que en aquell moment tenia la intenció de formar part d'una obra més gran.
Segona versió
La segona versió estava en quatre moviments i es va representar per primera vegada el setembre de 1912. Janáček va revisar l'obra amb l'addició d'un final tranquil que també va repetir part de la introducció, destinada a representar la tsarina cantant una cançó de bressol.
Tercera versió
La versió final de Janáček va tornar la peça a una forma de tres moviments que es diferenciava poc de l'original. La introducció i el primer moviment de la versió de 1912 s'uneixen sense títols separats i s'omet l'últim moviment. A més, Janáček va alterar molts dels ritmes, va eliminar una repetició del tercer moviment i va fer altres revisions. Es va sentir per primera vegada a Brno el 3 de març de 1923 i posteriorment es va representar a Praga, Olomouc i Londres durant la visita de Janáček allà el 1926. Aquesta versió va ser publicada per Hudební Matice Umělecké Besedy el 1924.

## Presto
Una composició de 172 compassos, marcada simplement Presto, també existeix manuscrita per Janáček en el mateix paper que el manuscrit de Pohádka. No s'especifica cap instrument, però és gairebé segur, donat el rang i la clau de la part solista, que és per a violoncel i piano. Així, l'erudit Jaroslav Vogel i altres han especulat que aquest moviment estava pensat per ser inclòs a la versió original de Pohádka, però es va eliminar quan l'obra va ser revisada.

## En la cultura popular
Una part de Pohádka es va utilitzar a la banda sonora de la pel·lícula de 1988 The Unbearable Lightness of Being i també a The Discovery of Heaven de 2001 (basada en el llibre del mateix nom de Harry Mulisch).

## Arranjaments
1. Arranjament adequat per a: violoncel i piano
  - arranjament per a: contrabaix i piano
  - arranjament de: Markus Symhoven
  - interpretat per: dob Markus Symhoven, pno Jürgen Raberg
2. Arranjament adequat per a: violoncel i piano
  - arranjament per a:
  - arranjament de: David J. Grossman
  - interpretat per: dob David J. Grossman, pno Steven Beck